# Rumex brasiliensis
Rumex brasiliensis là một loài thực vật có hoa trong họ Rau răm. Loài này được Link miêu tả khoa học đầu tiên.